# Cuenca hidrográfica

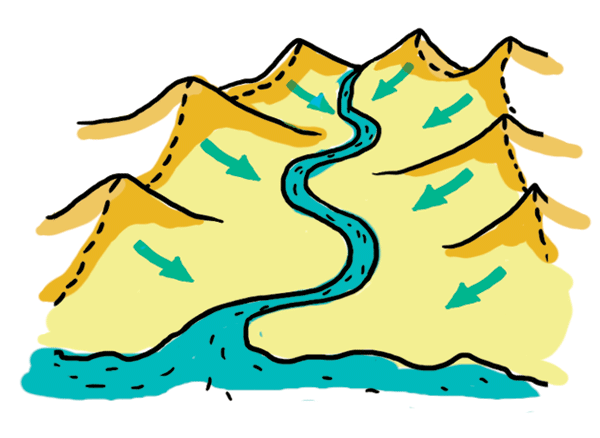
Representación esquemática de una cuenca hidrográfica

Una cuenca hidrográfica es un territorio continental drenado por un único sistema de drenaje natural, es decir, que sus aguas dan al mar a través de un río, o bien, que vierte sus aguas a un único lago endorreico. Una cuenca hidrográfica es delimitada por la línea de las cumbres, también llamada divisoria de aguas.

## Etimología
La cuenca hidrográfica también recibe los nombres de hoya hidrográfica, cuenca de drenaje, cuenca imbrífera, cuenca de exudación o cuenca fluvial.

## Descripción
Una cuenca hidrográfica y una cuenca hidrológica se diferencian en que la primera se refiere exclusivamente a las aguas superficiales, mientras que la cuenca hidrológica incluye las aguas subterráneas (acuíferos).
En una cuenca suelen distinguirse diferentes partes:
- Cuenca alta: Corresponde a la zona donde nace el río, el cual se desplaza por una gran pendiente.
- Cuenca media: Es la parte de la cuenca en la cual hay un equilibrio entre el material sólido que llega traído por la corriente y el material que sale.
- Cuenca baja: Es la parte de la cuenca en la cual el material extraído de la parte alta se deposita en lo que se llama cono de deyección o en las llanuras aluviales del río.

El uso de los recursos naturales se regula administrativamente separando el territorio por cuencas hidrográficas, y con miras al futuro las cuencas hidrográficas se perfilan como una de las unidades de división funcionales con mucha más coherencia, permitiendo una verdadera integración social y territorial por medio del agua.

## Tipos

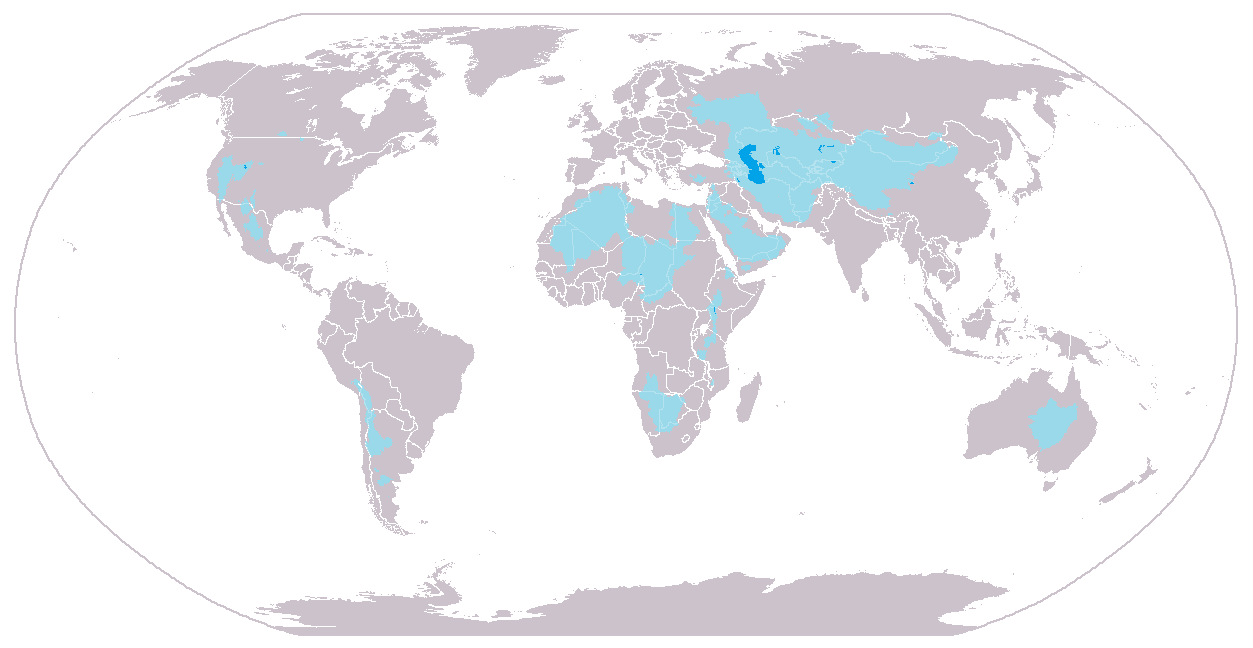
Las principales cuencas endorreicas se muestran en azul, con los principales lagos endómeros en azul oscuro.

| Tipo        | Descripción                                                                                 | Ejemplo |
| ----------- | ------------------------------------------------------------------------------------------- | --- |
| Exorreicas  | Drenan sus aguas al mar o al océano.                                                        | Cuenca del Plata, en Sudamérica. |
| Endorreicas | Desembocan en lagos, lagunas o salares que no tienen comunicación fluvial al mar.           | Cuenca del río Desaguadero, en Bolivia. |
| Arreicas    | Las aguas se evaporan o se filtran en el terreno antes de encauzarse en una red de drenaje. | Los arroyos, aguadas y cañadones de la meseta patagónica central. También son frecuentes en áreas del desierto del Sahara y en muchas otras partes. |

## Características de las cuencas hidrográficas

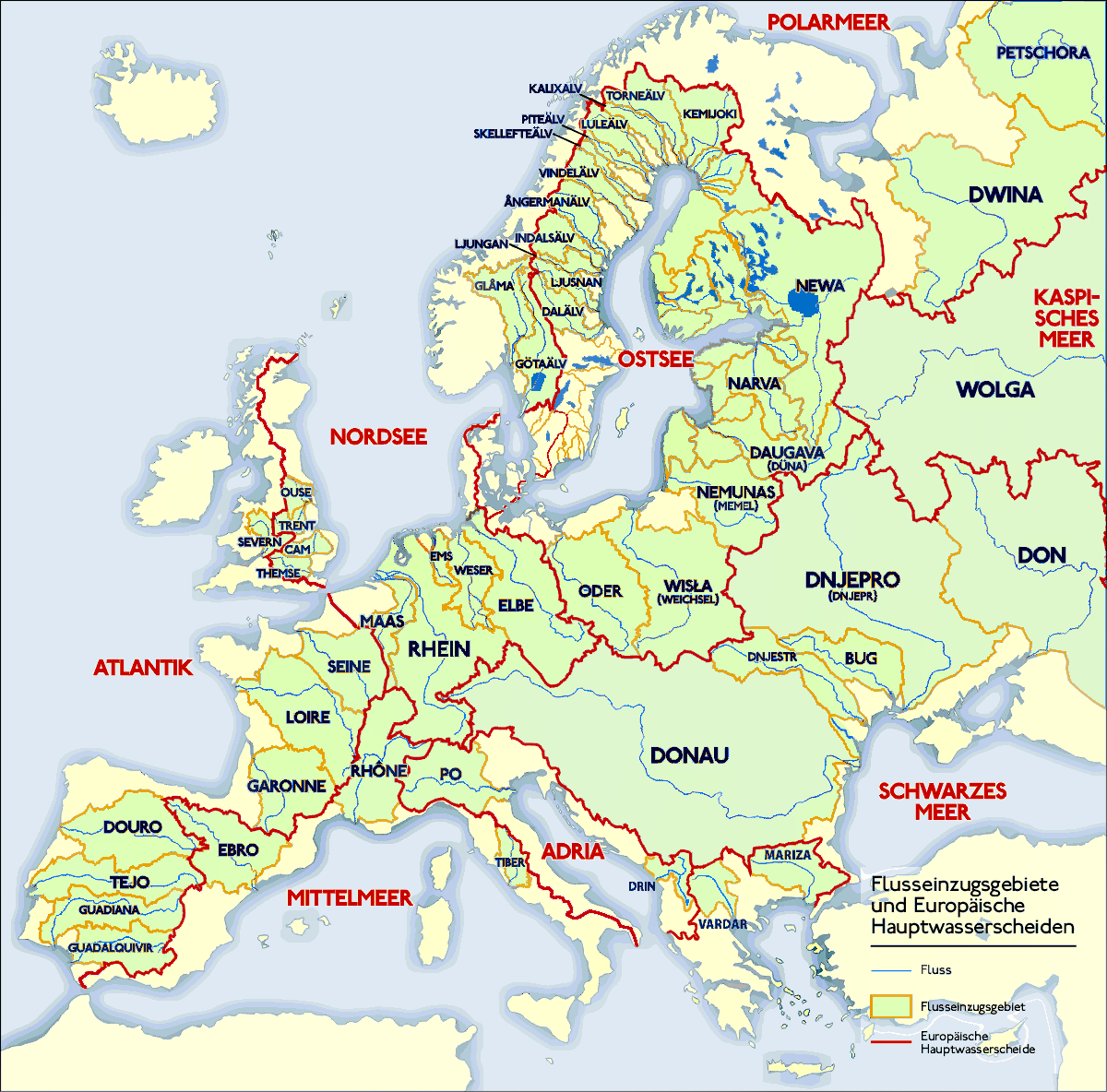
Cuencas de los ríos europeos

Las principales características de una cuenca son:
- La curva de la cotas superficiales: es una indicación del potencial hidroeléctrico de la cuenca.
- El coeficiente de forma: da indicaciones preliminares de la onda de avenida que es capaz de generar.
- El coeficiente de ramificación: también da indicaciones preliminares respecto al tipo de onda de avenida.

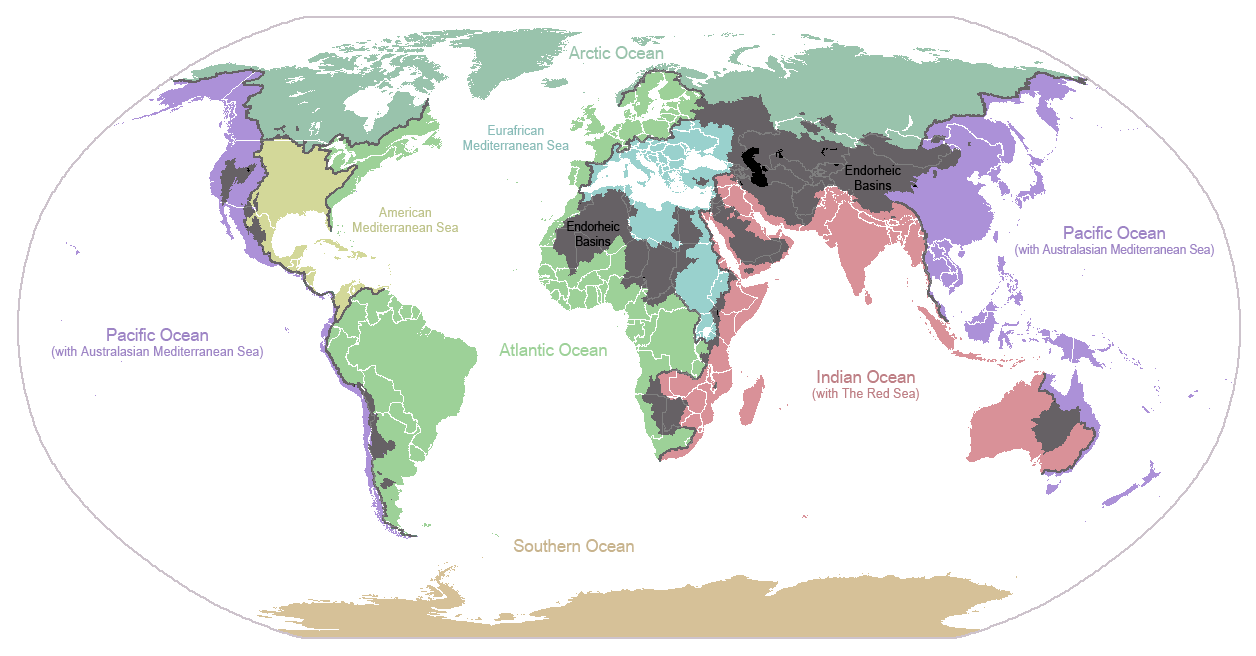
Cuencas de recepción de los principales mares y océanos. Las zonas en gris corresponden a cuencas endorreicas.

En una cuenca se distinguen los siguientes elementos:

### Divisoria de aguas
La divisoria de aguas o divortium aquarum es una línea que delimita la cuenca hidrográfica. Una divisoria de aguas marca el límite entre una cuenca hidrográfica y las cuencas vecinas. El agua precipitada a cada lado de la divisoria desemboca en ríos o afluentes distintos. Otro término utilizado para esta línea se denomina parteaguas.
El divortium aquarum o línea divisoria de vertientes, es la línea que sigue los puntos más elevados del interfluvio que separa a dos o más cuencas vecinas.

### El río principal
El río principal suele ser definido como el curso con mayor caudal de agua (medio o máximo) o bien con mayor longitud o mayor área de drenaje, aunque hay notables excepciones como el río Misisipi o el río Miño en España. Tanto los conceptos de río principal como el de nacimiento del río son algunas veces arbitrarios, como también puede ser arbitraria la distinción entre río principal y afluente. Sin embargo, la mayoría de cuencas de drenaje presentan un río principal bien definido desde la desembocadura hasta la divisoria de aguas, bien sea la divisoria de vertientes o, a una escala distinta, la divisoria de cuencas. El río principal tiene un curso, que es la distancia entre su naciente y su desembocadura.
En el curso de un río se distinguen tres partes:
- curso superior, ubicado en lo más elevado del relieve, en donde la erosión producida por las aguas del río es mayor, a pesar del menor caudal, debido a su mayor pendiente. Corresponde al término cuenca de recepción cuando se refiere a un torrente de montaña.
- curso medio, en donde el río disminuye su pendiente pero ensancha el valle, con lo que disminuye la velocidad del caudal y comienza a aumentar la sedimentación o formación de aluviones ;
- curso inferior, situado en las partes más bajas de la cuenca. Allí, el caudal del río pierde todavía más su fuerza erosiva (que prácticamente se anula) y los materiales sólidos que lleva se sedimentan , formando las llanuras aluviales.La cuenca del Amazonas, con 6 123 000 km², es la más extensa del mundo.

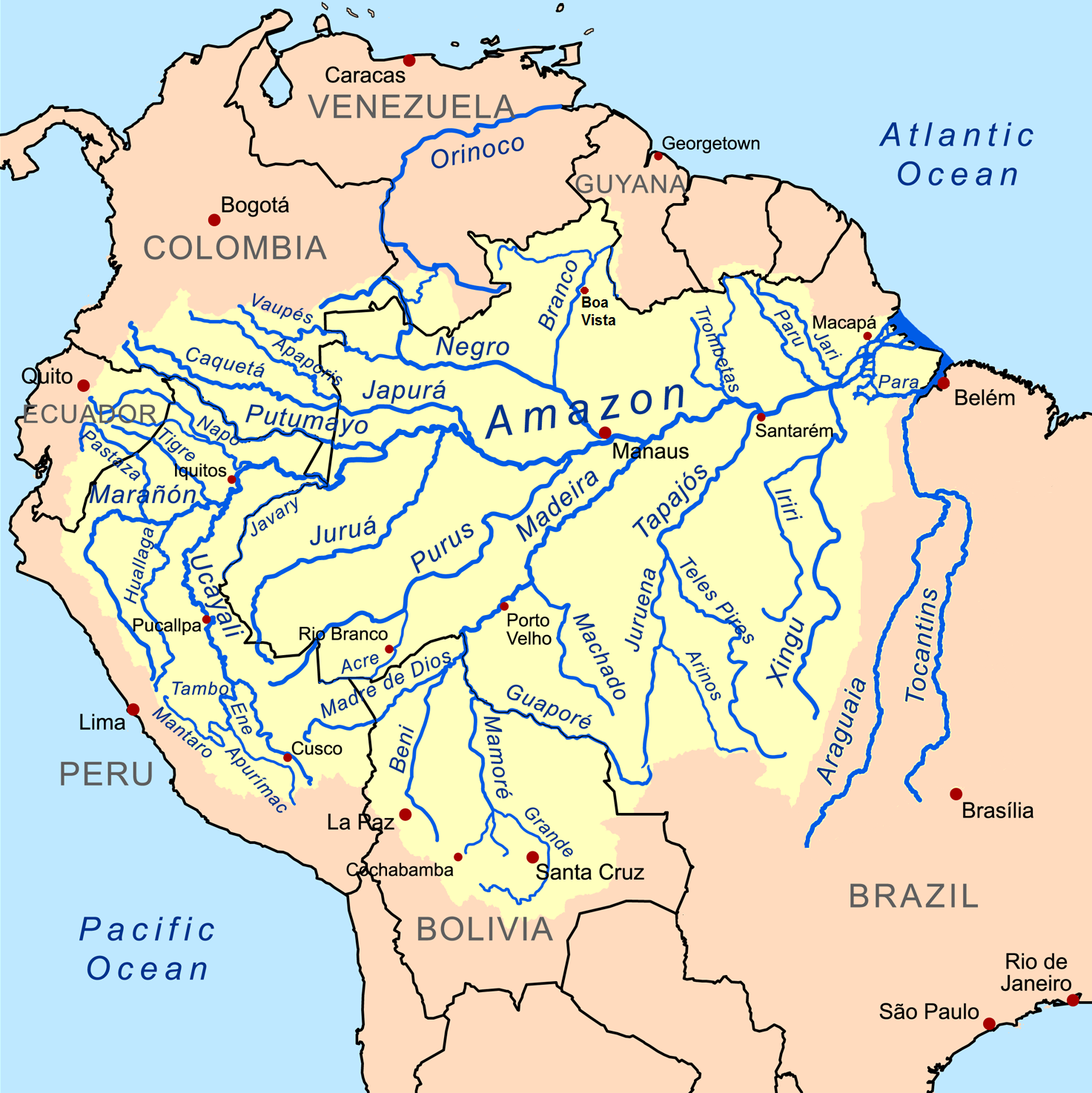
La cuenca del Amazonas, con, es la más extensa del mundo.

### Afluentes
Los afluentes son los ríos secundarios que vierten sus aguas en el río principal. Cada afluente tiene su respectiva cuenca, denominada subcuenca.

### El relieve de la cuenca
El relieve de una cuenca consta de los valles principales y secundarios, con las formas de relieve mayores y menores y la red fluvial que conforma una cuenca. Está formado por las montañas y sus flancos; por las quebradas o torrentes, valles, llanuras y mesetas.

### Las obras humanas
Algunas obras construidas por los seres humanos, también denominadas intervenciones antropogénicas, que se observan en una cuenca suelen ser viviendas, ciudades, campos de cultivo, obras para riego, energía y vías de comunicación. El factor humano es siempre el causante de muchos desastres dentro de la cuenca, ya que puede sobreexplotarse la cuenca quitándole recursos o «desnudándola» de vegetación y ocasionando inundaciones en las partes bajas. Pero el mayor de los males es la construcción de viviendas, urbanizaciones y poblaciones enteras en zonas inundables, sobre todo, en las llanuras aluviales de las cuencas de muchos ríos.
No obstante, los seres humanos también realizan obras muy positivas en la conservación y mejoramiento de las cuencas hidrográficas para minimizar o eliminar los efectos destructivos de las crecidas e inundaciones. El ejemplo del Plan Sur en el río Turia, a raíz de las inundaciones de Valencia de 1957 es muy claro en este sentido. Lo mismo podríamos decir de los numerosos embalses de propósitos múltiples de numerosos ríos (siendo uno de esos propósitos la regulación del caudal). Basta a veces la construcción de un solo embalse en un río pequeño para regularizar su caudal y limitar las crecidas y los daños que pueden producirse. La solución global en la cuenca del río Tennesee por la TVA (Tennesee Valley Authority) sirvió, no solo para regular el caudal de dicho río, sino para desarrollar económicamente a la región de su cuenca mediante la construcción de obras agrícolas, viales e industriales que contribuyeron a rescatar de la pobreza y del subdesarrollo a toda la cuenca de dicho río, que era una de las zonas más afectadas por la Gran Depresión. Una solución al problema de las inundaciones, distinta a la construcción de embalses es la canalización del caudal o parte del mismo de un río con el fin de disminuir el exceso de agua que pueda significar una inundación.

## Características geomorfológicas
Las características geomorfológicas de una cuenca hidrográfica dan una idea de las propiedades particulares de cada cuenca; estas propiedades o parámetros facilitan el empleo de fórmulas hidrológicas, generalmente empíricas, que sirven para relacionarla y relacionar sus respuestas, por ejemplo las curvas de avenidas, a otras cuencas con características geomorfológicas análogas.
| Tipo        | Símbolo | Nombre                                          | Fórmula | Unidad   | Descripción | Descripción | Descripción | Descripción |
| Geométricas | A       | Área                                            | | km²      | Una cuenca tiene su superficie perfectamente definida por su contorno y viene a ser el área drenada comprendida desde la línea de división de las aguas (divisorium acuarium), hasta el punto convenido (estación de aforos, desembocadura etc.). Para la determinación del área de la cuenca es necesario previamente delimitar la cuenca, trazando la línea divisoria, esta línea tiene las siguientes particularidades: - debe seguir las altas cumbres; - debe cortar ortogonalmente a las curvas de nivel; - no debe cortar ninguno de los cauces de la red de drenaje. | Una cuenca tiene su superficie perfectamente definida por su contorno y viene a ser el área drenada comprendida desde la línea de división de las aguas (divisorium acuarium), hasta el punto convenido (estación de aforos, desembocadura etc.). Para la determinación del área de la cuenca es necesario previamente delimitar la cuenca, trazando la línea divisoria, esta línea tiene las siguientes particularidades: - debe seguir las altas cumbres; - debe cortar ortogonalmente a las curvas de nivel; - no debe cortar ninguno de los cauces de la red de drenaje. | Una cuenca tiene su superficie perfectamente definida por su contorno y viene a ser el área drenada comprendida desde la línea de división de las aguas (divisorium acuarium), hasta el punto convenido (estación de aforos, desembocadura etc.). Para la determinación del área de la cuenca es necesario previamente delimitar la cuenca, trazando la línea divisoria, esta línea tiene las siguientes particularidades: - debe seguir las altas cumbres; - debe cortar ortogonalmente a las curvas de nivel; - no debe cortar ninguno de los cauces de la red de drenaje. |             |
| Geométricas | P       | Perímetro                                       | | km       | Es la longitud del contorno del área de la cuenca | Es la longitud del contorno del área de la cuenca | Es la longitud del contorno del área de la cuenca |             |
| Geométricas | B       | Ancho medio                                     | | km       | | | |             |
| Geométricas | L       | Longitud del curso mayor                        | | km       | | | |             |
| Geométricas | Lt      | Longitud total de los ríos                      | | km       | Suma de la distancia total recorrida por los diferentes cursos de agua que forman parte de la red hidrográfica de la cuenca. La distancia recorrida por un curso de agua se mide desde su origen hasta su desembocadura en el cuerpo receptor. | Suma de la distancia total recorrida por los diferentes cursos de agua que forman parte de la red hidrográfica de la cuenca. La distancia recorrida por un curso de agua se mide desde su origen hasta su desembocadura en el cuerpo receptor. | Suma de la distancia total recorrida por los diferentes cursos de agua que forman parte de la red hidrográfica de la cuenca. La distancia recorrida por un curso de agua se mide desde su origen hasta su desembocadura en el cuerpo receptor. |             |
| Geométricas |         | Altura máxima y altura mínima                   | | m s.n.m. | Elevación sobre el nivel del mar del punto más alto y más bajo de la cuenca hidrográfica | Elevación sobre el nivel del mar del punto más alto y más bajo de la cuenca hidrográfica | Elevación sobre el nivel del mar del punto más alto y más bajo de la cuenca hidrográfica |             |
| Forma       | Pc      | Perímetro circular equivalente                  | {\displaystyle {2{\sqrt {\pi A}}}} | km       | | | |             |
| Forma       | Dc      | Diámetro circular equivalente                   | {\displaystyle \ D_{c}={\sqrt {\frac {4A}{\pi }}}} | km       | | | |             |
| Forma       | kc      | Índice de compacidad                            | {\displaystyle \ k_{c}={\frac {P}{2{\sqrt {\pi A}}}}} | -        | También denominado coeficiente de compacidad o de Graveliús, definida como la relación entre el perímetro de la cuenca y el perímetro de un círculo de área equivalente. | También denominado coeficiente de compacidad o de Graveliús, definida como la relación entre el perímetro de la cuenca y el perímetro de un círculo de área equivalente. | También denominado coeficiente de compacidad o de Graveliús, definida como la relación entre el perímetro de la cuenca y el perímetro de un círculo de área equivalente. |             |
| Forma       | kc      | Índice de compacidad                            | {\displaystyle \ k_{c}={\frac {P}{2{\sqrt {\pi A}}}}} | -        | kc | Forma de cuenca | Posibilidad de crecida con mayores caudales |             |
| Forma       | kc      | Índice de compacidad                            | {\displaystyle \ k_{c}={\frac {P}{2{\sqrt {\pi A}}}}} | -        | 1.00-1.25 | Circular | Alta |             |
| Forma       | kc      | Índice de compacidad                            | {\displaystyle \ k_{c}={\frac {P}{2{\sqrt {\pi A}}}}} | -        | 1.25-1.50 | Oval redonda a Oval oblonga | Media |             |
| Forma       | kc      | Índice de compacidad                            | {\displaystyle \ k_{c}={\frac {P}{2{\sqrt {\pi A}}}}} | -        | 1.50-1.75 | Oval oblonga a Rectangular oblonga | Baja |             |
| Forma       | F       | Factor de forma                                 | {\displaystyle \ F={\frac {B}{L}}}, {\displaystyle \ F={\frac {A}{L^{2}}}}                                                                                            | -        | Es la relación entre el ancho medio (B) de la cuenca y la longitud del curso principal del río (L). | Es la relación entre el ancho medio (B) de la cuenca y la longitud del curso principal del río (L). | Es la relación entre el ancho medio (B) de la cuenca y la longitud del curso principal del río (L). |             |
| Forma       | F       | Factor de forma                                 | {\displaystyle \ F={\frac {B}{L}}}, {\displaystyle \ F={\frac {A}{L^{2}}}}                                                                                            | -        | F | Forma de la cuenca | Crecidas |             |
| Forma       | F       | Factor de forma                                 | {\displaystyle \ F={\frac {B}{L}}}, {\displaystyle \ F={\frac {A}{L^{2}}}}                                                                                            | -        | 0.10-0.18 | Muy poco achatada | Muy poco susceptible |             |
| Forma       | F       | Factor de forma                                 | {\displaystyle \ F={\frac {B}{L}}}, {\displaystyle \ F={\frac {A}{L^{2}}}}                                                                                            | -        | 0.18-0.36 | Ligeramente achatada | Ligeramente susceptible |             |
| Forma       | F       | Factor de forma                                 | {\displaystyle \ F={\frac {B}{L}}}, {\displaystyle \ F={\frac {A}{L^{2}}}}                                                                                            | -        | 0.36-0.54 | Moderadamente achatada | Moderadamente susceptible |             |
| Forma       | F       | Factor de forma                                 | {\displaystyle \ F={\frac {B}{L}}}, {\displaystyle \ F={\frac {A}{L^{2}}}}                                                                                            | -        | 0.54-1.00 | Ligeramente achatada | Susceptible |             |
| Forma       | F       | Factor de forma                                 | {\displaystyle \ F={\frac {B}{L}}}, {\displaystyle \ F={\frac {A}{L^{2}}}}                                                                                            | -        | 1.00- | Redonda | Muy susceptible |             |
| Forma       |         | Rectángulo equivalente                          | {\displaystyle \ L_{R}={\frac {P}{4}}+{\sqrt {\left({\frac {P}{4}}\right)^{2}-A}}} {\displaystyle \ l_{R}={\frac {P}{4}}-{\sqrt {\left({\frac {P}{4}}\right)^{2}-A}}} |          | Es un rectángulo que tendría un comportamiento hidrológico semejante a la cuenca. En este rectángulo las curvas de nivel son rectas paralelas al lado menor. Los lados del rectángulo equivalente se determinan a través de fórmulas empíricas, siendo de las más utilizadas las anteriores ({\displaystyle \ L_{R}}, Lado mayor del rectángulo y {\displaystyle \ l_{R}}, lado menor) | Es un rectángulo que tendría un comportamiento hidrológico semejante a la cuenca. En este rectángulo las curvas de nivel son rectas paralelas al lado menor. Los lados del rectángulo equivalente se determinan a través de fórmulas empíricas, siendo de las más utilizadas las anteriores ({\displaystyle \ L_{R}}, Lado mayor del rectángulo y {\displaystyle \ l_{R}}, lado menor) | Es un rectángulo que tendría un comportamiento hidrológico semejante a la cuenca. En este rectángulo las curvas de nivel son rectas paralelas al lado menor. Los lados del rectángulo equivalente se determinan a través de fórmulas empíricas, siendo de las más utilizadas las anteriores ({\displaystyle \ L_{R}}, Lado mayor del rectángulo y {\displaystyle \ l_{R}}, lado menor) |             |
| Altura      |         | Curva hipsométrica                              | |          | Puesta en coordenadas representa la relación entre la cota y la superficie de la cuenca que se encuentra por encima de esta cota. El relieve de una cuenca se representa correctamente con un plano con curvas de nivel, sin embargo, estas curvas de nivel son muy complejas, por medio de la curva hipsométrica se sintetiza esta información, lo que la hace más adecuada para trabajar. | Puesta en coordenadas representa la relación entre la cota y la superficie de la cuenca que se encuentra por encima de esta cota. El relieve de una cuenca se representa correctamente con un plano con curvas de nivel, sin embargo, estas curvas de nivel son muy complejas, por medio de la curva hipsométrica se sintetiza esta información, lo que la hace más adecuada para trabajar. | Puesta en coordenadas representa la relación entre la cota y la superficie de la cuenca que se encuentra por encima de esta cota. El relieve de una cuenca se representa correctamente con un plano con curvas de nivel, sin embargo, estas curvas de nivel son muy complejas, por medio de la curva hipsométrica se sintetiza esta información, lo que la hace más adecuada para trabajar. |             |
| Altura      |         | Polígono frecuencias de altitudes               | |          | Representa el grado de incidencia de las áreas comprendidas entre curvas de nivel con respecto al total del área de la cuenca. | Representa el grado de incidencia de las áreas comprendidas entre curvas de nivel con respecto al total del área de la cuenca. | Representa el grado de incidencia de las áreas comprendidas entre curvas de nivel con respecto al total del área de la cuenca. |             |
| Altura      |         | Altura media                                    | |          | Es la ordenada media de la curva hipsométrica. | Es la ordenada media de la curva hipsométrica. | Es la ordenada media de la curva hipsométrica. |             |
| Altura      |         | Altura más frecuente                            | |          | Es la altitud cuyo valor porcentual es el máximo de la curva de frecuencia de altitudes. | Es la altitud cuyo valor porcentual es el máximo de la curva de frecuencia de altitudes. | Es la altitud cuyo valor porcentual es el máximo de la curva de frecuencia de altitudes. |             |
| Altura      |         | Altitud de frecuencia media                     | |          | Es la altitud correspondiente al punto de absisa media (50 % del área) de la curva hipsométrica. | Es la altitud correspondiente al punto de absisa media (50 % del área) de la curva hipsométrica. | Es la altitud correspondiente al punto de absisa media (50 % del área) de la curva hipsométrica. |             |
| Drenaje     |         | Red de drenaje                                  | |          | Conjunto de cursos que conducen las aguas precipitadas en una cuenca hacia el punto más bajo de la misma, también llamado punto de control. | Conjunto de cursos que conducen las aguas precipitadas en una cuenca hacia el punto más bajo de la misma, también llamado punto de control. | |             |
| Drenaje     |         | Cantidad de cursos de agua                      | |          | El total de afluentes y subafluentes del curso principal. Su longitud (Lt) se ha definido más arriba. | El total de afluentes y subafluentes del curso principal. Su longitud (Lt) se ha definido más arriba. | |             |
| Drenaje     |         | Orden del río principal y grado de ramificación | |          | El grado de ramificación de un río se considera el número de bifurcaciones que tienen sus tributarios: se asigna un orden a cada uno de ellos en forma creciente desde el inicio de la divisoria hasta llegar al curso principal de manera que ese orden atribuido refleje directamente el grado de ramificación de la red de drenaje. Un río de primer orden es un río pequeño, sin ramificaciones; uno de 2.º orden es el que solo tiene ramales de primer orden; uno de 3.º es el que las tiene de primer y segundo orden, y así sucesivamente.                           | El grado de ramificación de un río se considera el número de bifurcaciones que tienen sus tributarios: se asigna un orden a cada uno de ellos en forma creciente desde el inicio de la divisoria hasta llegar al curso principal de manera que ese orden atribuido refleje directamente el grado de ramificación de la red de drenaje. Un río de primer orden es un río pequeño, sin ramificaciones; uno de 2.º orden es el que solo tiene ramales de primer orden; uno de 3.º es el que las tiene de primer y segundo orden, y así sucesivamente.                           | |             |
| Drenaje     | Dd      | Densidad de drenaje                             | {\displaystyle \ D_{d}={\frac {Lt}{A}}} | km/km²   | Es la relación entre la longitud total de los cursos de agua y su superficie total. Usualmente se considera una cuenca de drenaje pobre si el valor es inferior 0.5 km/km² y bien drenadas hasta 3.5 km//km² | Es la relación entre la longitud total de los cursos de agua y su superficie total. Usualmente se considera una cuenca de drenaje pobre si el valor es inferior 0.5 km/km² y bien drenadas hasta 3.5 km//km² | |             |

## Ejemplos
Entre las más conocidas se encuentran:
|   | Cuenca del      | km²       | Se extiende por | Descripción |
| - | --------------- | --------- | --- | --- |
| 1 | Amazonas        | 6 145 000 | Bolivia, Venezuela, Colombia, Ecuador, Guyana, Perú y Brasil.                                                                        | Es la más extensa del mundo. Tiene su origen en la Cordillera de los Andes y desemboca en el Océano Atlántico.                                                                                    |
| 2 | Congo           | 3 373 000 | República Democrática del Congo, República del Congo, Angola, Burundi, Camerún, República Centroafricana, Ruanda, Tanzania y Zambia. | |
| 3 | Nilo            | 3 254 555 | Burundi, Ruanda, Tanzania, Uganda, Kenia, República Democrática del Congo, Sudán del Sur, Sudán, Egipto y Etiopía.                   | |
| 4 | Misisipi        | 3 238 000 | Estados Unidos y una pequeña parte en Canadá.                                                                                        | Constituida principalmente por los ríos Mississipi y Misuri |
| 5 | Río de la Plata | 3 200 000 | Bolivia, Paraguay, Uruguay, Argentina y Brasil.                                                                                      | Cuenta con una población estimada de 90 millones de habitantes, conteniendo a los dos polos económicos más grandes del subcontinente sudamericano, São Paulo (Brasil) y Buenos Aires (Argentina). |
| 6 | Orinoco         |           | Colombia y Venezuela | Situada en el norte de América del Sur. El Orinoco es un río que recorre el territorio con más de 2000 km de longitud.                                                                            |